# Wollek Tibor
Wollek Tibor (Budapest, 1947. október 7. – 2004. október 2.) labdarúgó, jobbszélső.

## Pályafutása

### Klubcsapatban
1968-ig a budapesti Erzsébeti VTK csapatában játszott. 1968-ban sorkatonai szolgálata alatt a Kossuth KFSE játékosa lett. Ezt követően, 1969-ben igazolt Székesfehérvárra a Videotonhoz. Legjobb eredménye a csapattal az 1975-76-os bajnoki ezüstérem volt. 1977-ig 202 bajnoki mérkőzésen szerepelt és 65 gólt szerzett.

### A válogatottban
1975. október 19-én Luxemburg ellen szerepelt a válogatottban. A 39. percben Nagy László helyére állt be és a 78. percben gólt szerzett.

## Sikerei, díjai
- Magyar bajnokság
  - 2.: 1975-76

## Statisztika

### Mérkőzése a válogatottban
| Magyarország | Magyarország      | Magyarország                     | Magyarország | Magyarország | Magyarország | Magyarország | Magyarország | Magyarország |
| #            | Dátum             | Helyszín                         | Hazai        | Eredmény     | Vendég       | Kiírás       | Gólok        | Esemény      |
| ------------ | ----------------- | -------------------------------- | ------------ | ------------ | ------------ | ------------ | ------------ | ------------ |
| 1.           | 1975. október 19. | Szombathely, Rohonci úti stadion | Magyarország | 8 – 1        | Luxemburg    | Eb-selejtező | 1            | 39' 78'      |
|              | Összesen          |                                  |              | 1            | mérkőzés     |              | 1            | gól          |